# Tabuaças
Tabuaças ist eine Gemeinde im Norden Portugals.
Tabuaças gehört zum Kreis Vieira do Minho im Distrikt Braga, besitzt eine Fläche von 9,7 km² und hat 887 Einwohner (Stand 19. April 2021).